# Херсон (фема)
Фема Херсонес (греч. θέμα Χερσῶνος), первоначально именовавшаяся Климата (τὰ Κλίματα) — византийская фема, располагавшаяся в Южном Крыму.
Фема появилась в начале 830-х годов, и являлась центром черноморской торговли. Несмотря на захват Херсонеса в 989 году киевским князем Владимиром Святославовичем, фема продолжила своё существование вплоть до распада Византийской империи в 1204 году. После этого она перешла под власть правителей Трапезунда.

## История

### Основание
Регион давно находился под властью римлян, а потом и византийцев (за исключением нескольких лет в начале VIII столетия, когда он из-за внутривизантийских обстоятельств ненадолго отложился от Империи и был занят хазарами).  
В VIII веке влияние центральных властей было усилено. Около 795 года власть империи здесь, видимо, начала восстанавливаться. Итогом этого процесса стало преобразование в фему — стандартную военно-административную единицу Византии. Датой основания фемы считаются 833/834 годы, но недавние исследования считают более вероятной датой 839 год. 
Фемная организация управления предусматривала концентрацию в руках стратига военной и гражданской власти. До введения фемного управления власть в провинции принадлежала имперским чиновникам, именовавшимся древнегреческим термином «архонты». Управление самим городом Херсоном ранее осуществляли градоначальник (протевон) и некие «отцы города» (патеры полиса). Полномочный представитель императора и его должность именовалась «эк просопу» (греч. «от лица»). До конца Х – начала XI века (информация о более позднем периоде отсутствует), наряду с должностью стратига, сохранялась лишь должность протевона – херсонского градоначальника.
Тогда состоялась византийская миссия для строительства крепости Хазарского каганата — города Саркел, и главный архитектор — Петроний Каматир стал и первым стратигом фемы в 840/841 годах. Новое административное образование получило имя Климата, «регионы/округи».
Резиденция стратига находилась, вероятно, в одной из горных крепостей, так как именно эту область необходимо было переустроить на новый лад после хазарского владычества. Однако примерно через 10 лет столица фемы была перенесена в Херсон и, соответственно, переименована сама провинция (по названию административного центра). Данная трансформация зачастую трактовалась как утрата византийцами горной Таврики и возвращение ее под власть хазар, но подтверждений в источниках эта точка зрения не нашла. Можно предположить, что переезд стратига из горной крепости в главный город региона означал завершение интеграции областей, населенных готами и аланами, в состав империи.
Важной частью фемного строя было формирование стратиотского сословия, то есть наделение крестьян земельными участками (стратиями) с правом наследственного владения ими на условиях несения военной службы по призыву. На наличие стратиотов в феме Херсон в середине X века однозначно указывает Константин Багрянородный.
Высокопоставленный представитель императора Михаила III Константин Философ побывал в Крыму на пути к хазарскому кагану Захарии в 860–861 годах и имел возможность проинспектировать положение дел в регионе. На пути к хазарам он задержался на полгода в самом Херсоне и, чтобы поднять дух горожан, организовал «обретение» мощей св. римского папы Климента, ставших с тех пор главной городской святыней и покровителем херсонитов.
Фема играла важную роль в отношениях с Хазарским каганатом, печенегами и славянами. Вооружённые силы Херсонеса были весьма незначительны. Стратиотское войско фемы Херсон, видимо, не превышало трех тысяч человек. По мирным договорам с русскими (944 и 971 годов), последние обязывались защищать фему от булгар.

### XI—XII века
Херсонес оставался торговым центром Чёрного моря в IX—XI веках, несмотря на захват и разрушение города Владимиром Святославовичем в 988/989 годах. Столица фемы была быстро восстановлена, а в начале XI столетия под защиту укреплений попал и городской порт.
В 1016 году войско ромеев и славян разбило мятежного полководца и стратига Херсонеса Георгия Цуло, и после этого под власть фемы попал весь восточный Крым, что отразилось в упоминании в 1059 году «стратига Херсонеса и Сидагиоса». Однако к концу века регион попал под власть половцев. О судьбе Херсонеса в XII столетии нет никаких упоминаний, и это является свидетельством мирного периода в истории города.
Когда участники четвёртого крестового похода захватили Константинополь, Византия распалась на ряд государств, и фема признала власть Трапезундской империи.

## Административное устройство
В Херсонесской феме были те же официальные титулы, что и в других образованиях: в ней были турмахи и налоговые чиновники. Города имели существенную правовую автономию, к примеру Херсонес управлялся местными архонтами, также он чеканил собственные монеты. Эта традиция была продолжена при императоре Михаиле III (пр. 842—867), и долгие годы местный чеканный двор являлся единственным конкурентом константинопольского..